# Charles Larsson
Ernst Charles Larsson, ibland kallad "Snabbis", född 24 augusti 1917 i Gustav Vasa församling,Stockholm, död 7 juni 1990 i Åkersberga, Österåkers församling, Stockholms län, arbetade som montör och var en aktiv cyklist i Brahelund och Stefaniterna innan han 1933 började med hockey och via Lilljanshof och Nacka SK kom till Hammarby IF 1947. Charles Larsson var ishockeymålvakt för Hammarby under åren 1947 till 1952, under denna period vann Hammarby SM i ishockey 1951.
Charles Larsson spelade i Sveriges herrlandslag i ishockey i VM 1947 som slutade med en silvermedalj i VM och ett silver i EM. 
Han är gravsatt i minneslunden på Österåkers kyrkogård.

## Meriter
- SM-guld 1951
- VM-silver 1947
- EM-silver 1947